# Jason Costigan
Jason Noel Costigan (né le 13 juin 1971) est un commentateur de radio et un homme politique australien, anciennement membre du Parlement à l’⁣Assemblée législative du Queensland et chef du premier parti du nord du Queensland. 
Au départ de sa carrière politique, Costigan est un homme politique sans étiquette et un commentateur de rugby à XIII. 
Il est ensuite membre du Parti national libéral (LNP) jusqu'à son éviction du parti en février 2019. 
Il est membre de l'Assemblée législative du Queensland et représente le District électoral de Whitsunday (en)jusqu'en 2020. Il est élu pour la première fois en 2012 après avoir battu Jan Jarratt lors des élections d'État.
En 2021, il abandonne la politique et redevient commentateur sportif.

## Carrière en radiodiffusion
La carrière radiophonique de Costigan commence dans le nord du Queensland à la fin des années 1980 et il débute la couverture du rugby à XIII en 1987 pour la télévision régionale du Queensland. Il rejoint ensuite la Sky Network Television de Nouvelle-Zélande en tant que commentateur principal de la NRL et occupera ce rôle jusqu'à la fin de la saison 2010.
Costigan travaille également en tant que « responsable médias » pour les Bulldogs de Canterbury-Bankstown et les Bulls de Bradford. Il quitte finalement  son rôle de coordinateur de projet pour l'équipe de candidature de la NRL pour passer plus de temps avec sa famille. 

## Carrière politique
Costigan a travaillé comme conseiller auprès du ministre des Sports du gouvernement Howard et conseiller médiatique auprès du sénateur Ian Macdonald (en) . 
Il a été membre de l'Assemblée législative du Queensland pour Whitsunday, après avoir battu Jan Jarratt (en) aux élections d'État de 2012.
Costigan est suspendu du « LNP  » en janvier 2019 après qu'une femme dépose une  plainte contre lui pour harcèlement sexuel . Il nie les accusations, mais est formellement exclu du parti par sa direction le 1er février 2019. 
En avril 2020, la présumée victime retire sa plainte et fait des « excuses sans réserve » à Costigan. 
En septembre 2019, Costigan fonde le premier parti du nord du Queensland qui vise à devenir un État indépendant du nord du Queensland, .  
Il prend position pour que l'uranium de Queensland soit de nouveau exporté , après l'interdiction votée en 1989. 
Cette carrière politique ne se déroule pas de manière paisible. Sous les feux des projecteurs, même la famille de l'homme politique n'est pas épargnée. Les médias australiens s'intéressent ainsi à la fille de l'homme politique, soupçonnée un moment  d'être impliquée dans un trafic de drogue. Néanmoins, toutes les poursuites contre la fille de l'homme politique seront abandonnées. Son véhicule de fonction, décoré avec son portrait et son slogan de campagne, est également endommagé par un conducteur non  identifié au volant d'un véhicule volé.   
Il déclenche également une polémique en critiquant un adversaire d'origine chinoise dans un message sur les réseaux sociaux; on l'accuse alors de racisme. 
Il est sortant sur son siège de Whitsunday aux élections de 2020 dans l'État du Queensland , mais perd contre Amanda Camm (en) . 
Il ne reçoit en effet que 9,37 % des votes dits de première préférence. 

## Retour au commentaire sportif
En 2021, il décide d'interrompre toute activité politique et de revenir à son métier initial, celui de commentateur sportif. Dans ce cadre, il condamne fermement la décision de l'Australie et de la Nouvelle-Zélande de ne pas participer à la Coupe du monde de rugby à XIII de 2021, à cause de la pandémie du Covid-19. 
Il exerce alors son métier  à l'occasion de matchs internationaux de niveau modeste: il commente ainsi des matchs de nations émergentes,  diffusés principalement par streaming. 